# Bozzai
Bozzai (em croata: Buzaj) é um município da Hungria, situado no condado de Vas. Tem 4,43 km² de área e sua população em 2015 foi estimada em 324 habitantes.